# Parrya subscapigera
Parrya subscapigera là một loài thực vật có hoa trong họ Cải. Loài này được Botsch. & Vved. mô tả khoa học đầu tiên.